# Rue Roublot
La rue Roublot est une voie de communication de Fontenay-sous-Bois.

## Situation et accès

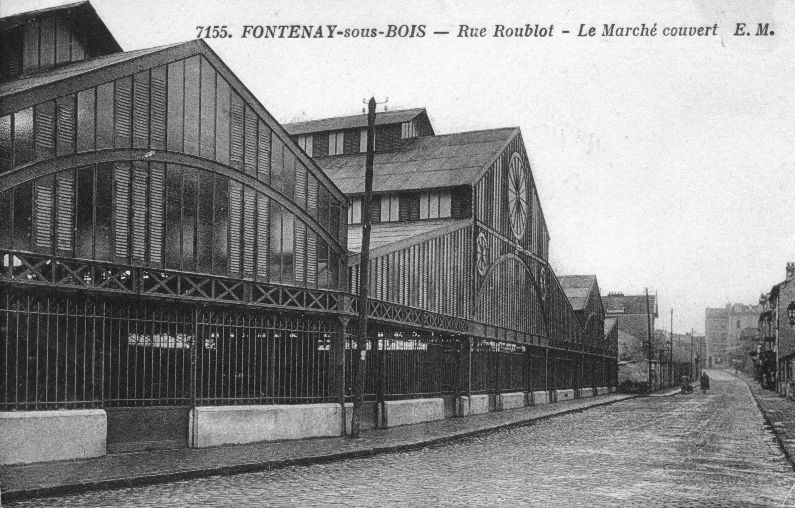
Marché couvert de la rue Roublot.

Après avoir quitté à l'ouest, l'avenue de la République, la rue Roublot croise la rue André-Laurent, puis longe le Théâtre Roublot. À cet endroit, elle présente la particularité de former un coude interrompu sur quelques dizaines de mètres par la rue Eugène-Martin.
Elle croise ensuite la rue Jules-Ferry, nommée avant 1908 rue du Ruisseau des Rosettes, du nom d'un cours d'eau qui passait à cet endroit. La rue du Ruisseau existe toujours en amont.
La rue Roublot laisse ensuite la rue des Mocards sur sa gauche avant de rejoindre la rue Dalayrac.

## Origine du nom
Le roublot est un cépage de raisins blancs. Jusqu'à la fin du XIXème siècle, la vigne était la culture prédominante de la commune. Là est peut-être l'origine du nom de cette rue.

## Historique
C'était à l'origine le sentier de Montreuil, qui prend son nom actuel en 1901.

## Bâtiments remarquables et lieux de mémoire

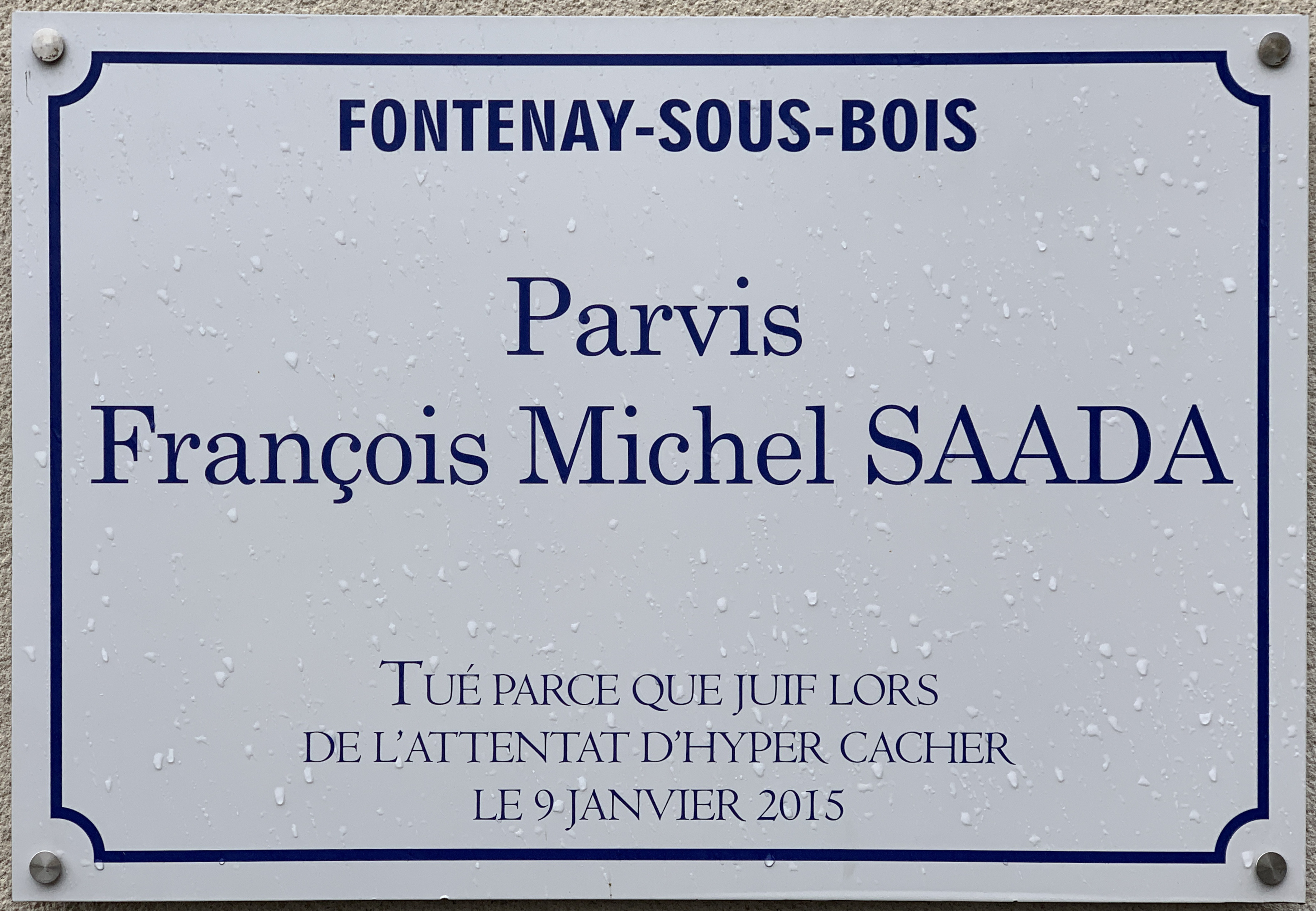
Parvis François-Michel Saada.

- Le champion cycliste Louison Bobet a vécu dans cette rue, dans un pavillon et 1 000 m2 de terrain[3]. En 2019, une plaque a été apposée en son honneur sur sa maison, au numéro 41[4].
- La Halle Roublot, ancien marché couvert transformé en centre culturel[5],[6].
- Centre Hillel, au parvis François-Michel-Saada, du nom d'une des victimes de la prise d'otages du magasin Hyper Cacher de la porte de Vincennes en 2015[7],[8].
- Sur la façade de l'école Jules Ferry, a été apposée le 29 mai 1921, un plaque rappelant que la chanson La Madelon est née à cet endroit, en 1914[9],[10].